# Schizanthus parvulus
Schizanthus parvulus är en potatisväxtart som beskrevs av Fusa Sudzuki H.. Schizanthus parvulus ingår i släktet fjärilsblomsterssläktet, och familjen potatisväxter. Inga underarter finns listade i Catalogue of Life.